# Wystawa przemysłowa w Poznaniu (1908)
Wystawa przemysłowa w Poznaniu – wystawa przemysłowa zorganizowana w Poznaniu w 1908. 

## Historia
Była pierwszą od ponad pięćdziesięciu lat czysto polską wystawą przemysłową w Poznaniu, po zorganizowanej w 1850 wystawie rzemiosła polskiego.
W wystawie na Wzgórzu św. Łazarza udział wzięło około 150 wystawców z Poznania i Wielkopolski. Duże zainteresowanie imprezą spowodowało, że wydłużono czas jej trwania z ośmiu do piętnastu dni (28 czerwca - 12 lipca 1908). Główne wejście prowadziło z ul. Niegolewskich, a na terenach funkcjonował bufet, trzy kolonady (tarasy kolumnowe), a także miejsca do urządzania pikników. Zwiedzającym przygrywała orkiestra. Prezentowano przede wszystkim wyroby swojskie, rodzimych wytwórców, zarówno dużych, znanych przedsiębiorstw, jak i nawet pojedyncze egzemplarze przedmiotów od małych firm. Pokazano m.in. maszyny i pojazdy, a największą powierzchnię zajęła Fabryka Machin i Urządzeń Rolniczych Hipolita Cegielskiego. W ostatnim dniu przedstawiono uroczyście 131. nagrodzonych wystawców, którzy uzyskali 55 dyplomów na złoty medal, 44 na srebrny i 11 na brązowy oraz 11 tzw. Uznań. Nagrodzono również 11 kobiet.
W 2018 na ogrodzeniu szkoły przy ul. Jarochowskiego w Poznaniu umieszczono ekspozycję Wystawa Przemysłowa na wzgórzu Św. Łazarza 1908. Autorką koncepcji była Liliana Krantz-Domasłowska.